# 河村太朗
河村 太朗（かわむら たろう、1977年4月15日 - ）は、日本のフリーアナウンサー。株式会社フットメディア所属。

## 人物
山口県立下関西高等学校卒業後、パイロットを目指して防衛大学校に入るが中退。改めて早稲田大学人間科学部スポーツ科学科（現：スポーツ科学部）に入り直した。
大学卒業後、2002年日本放送協会（NHK）に入局。2箇所目の大分放送局時代に大分トリニータ関連の番組に携わったことがきっかけで本格的にスポーツ実況に取り組む。水戸放送局でも鹿島アントラーズ関係の番組に多く携わった。
仙台放送局在籍中の2018年7月31日付でNHKを退職し、フリーアナウンサーに転向。フットメディアに所属し、スポーツ実況の他、同社が始めた話し方講座「フットメディアスクール」の講師としても活動している。

## 嗜好・挿話
- 小さい頃から始めたというサッカーが特技で、フリー転向後も東京都リーグの選手としてプレーを続けているほか、サッカー2級審判員の資格を持つ。
- 若月弘一郎はNHK時代の同期にして同時期にフリーアナウンサーに転向しフットメディアに所属したという共通点を持つ（若月も「フットメディアスクール」の講師を担当している）。

## 現在の担当番組
- スポーツ中継
  - Jリーグ中継（DAZN）
  - Bリーグ中継（リーグ制作の公式映像）
  - ゴルフネットワーク・PGAツアー中継

## 過去の担当番組
NHK青森放送局時代
- 青森県のニュース・中継・リポート

NHK大分放送局時代
- 大分県のニュース・中継・リポート
- 大分トリニータの試合中継の実況・リポート
- ニューウェーブ北九州（JFL）の試合中継実況（NHK北九州放送局制作・出張で担当）

NHK水戸放送局時代
- 鹿島アントラーズ及び水戸ホーリーホックの試合中継の実況・リポート
- ニュースワイド茨城・茨城ニュース いば6「いばスポ」（毎週火曜、2012年 - 2015年）
- Nスペ5min. 戦後70年  ニッポンの肖像  豊かさを求めて 第2回（ナレーション・2015年5月30日）

仙台放送局時代
- おはよう宮城
- ベガルタ仙台戦を中心とするサッカー等のスポーツ実況・リポート

## 同期のアナウンサー
浅野達朗・若月弘一郎・内藤雄介・小郷知子・赤松俊理・大槻隆行・中澤輝・礒野佑子・松田利仁亜・高井正智　他

## 関連
- 小寺康雄